# Eleição para o Senado federal por Nova Iorque em 2000
A eleição para o Senado federal dos Estados Unidos pelo Estado de Nova Iorque em 2000 foi realizada em 7 de novembro daquele ano, juntamente com a eleição presidencial e as eleições de representantes estaduais e federais. A então primeira-dama norte-americana Hillary Rodham Clinton, a primeira primeira-dama a concorrer para um cargo político eletivo, derrotou o congressista Rick Lazio.
A eleição teve início em novembro de 1998, quando o senador democrata durante quatro mandatos consecutivos Daniel Patrick Moynihan anunciou sua aposentadoria. Tanto o Partido Democrata quanto o Partido Republicano planejaram indicar candidatos proeminentes para concorrem ao cargo em aberto. No início de 1999, Hillary e o prefeito de Nova Iorque Rudolph Giuliani eram indicados como os prováveis candidatos de seus respectivos partidos. No final de abril e em maio de 2000, Giuliani viveu um período tumultuado de quatro semanas, que culminou em sua retirada da disputa.
Os republicanos então escolheram o representante Rick Lazio para concorrer pelo partido. Esta eleição teve um recorde de despesas de campanha, estimado entre US$ 70 e US$ 90 milhões, e atraiu uma grande visibilidade nacional. Hillary mostrou força em áreas do norte do estado normalmente republicanas e um erro cometido em um debate por Lazio solidificou o apoio anteriormente instável da democrata entre as mulheres. Hillary acabou sendo eleita para o Senado na eleição geral de novembro de 2000 com 55% dos votos votos válidos, contra 43% de Lazio.

## Uma vaga em aberto atrai candidatos proeminentes

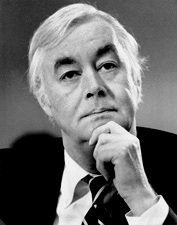
O senador democrata Daniel Patrick Moynihan, que decidiu não concorrer a reeleição em 2000.

Quando o senador durante quatro mandatos consecutivos Daniel Patrick Moynihan anunciou sua aposentadoria em 6 de novembro de 1998, a sua vaga no Senado anteriormente considerada segura para os democratas passou a ficar em aberta para o ciclo eleitoral de 2000. Tanto os democratas quanto os republicanos tentaram encontrar candidatos proeminentes e competitivos para disputar esta vaga em aberto.
O prefeito de Nova Iorque Rudy Giuliani, que foi impedido pela legislação municipal de concorrer a um novo mandato, imediatamente indicou interesse em concorrer. Devido ao seu perfil e a sua visibilidade elevada, Giuliani foi apoiado pelo Partido Republicado estadual, apesar de ele ter irritado muitos republicanos ao apoiar o então governador democrata Mario Cuomo ao invés do republicano George Pataki na eleição para o governo em 1994. Giuliani então se tornou o provável candidato republicano, e em abril de 1999 formou um comitê para explorar sua candidatura ao Senado. Ainda havia possíveis adversários na primária republicana. Rick Lazio, um congressista que representava Suffolk e Long Island, estava arrecadando fundos e era esperado que anunciasse sua candidatura em 16 de agosto de 1999; ele havia discutido abertamente uma primária contra Giuliani, acreditando que o seu histórico mais conservador seria atraente entre os eleitores republicanos. No início de agosto, sob pressão de figuras republicanas estaduais e nacionais, o governador Pataki anunciou seu apoio a Giuliani. Pataki prevaleceu e Lazio renunciou a sua candidatura, apesar da frustração de que Giuliani ainda não estava oficialmente concorrendo. Na época, Lazio declarou: "Se o prefeito quer ser candidato, eu acho que ele precisa entrar nesta disputa." O congressista de Nassau Pete King também considerou concorrer e tinha arrecadado alguns fundos.
A congressista Nita Lowey foi a primeira candidata a ser esperada que se tornasse a escolhida dos democratas, enquanto o secretário de Habitação e Desenvolvimento Urbano Andrew Cuomo também era mencionado como um possível candidato. Figuras democratas estaduais estavam preocupadas que nem Lowey nem outros candidatos tinham o poder para rivalizar com Giuliani, e que a vaga estaria perdida. No final de 1998, proeminentes políticos e assessores democratas, incluindo o congressista Charles Rangel, instaram a primeira-dama Hillary Rodham Clinton a concorrer. Se ela decidisse concorrer, esta seria uma ação sem precedentes. Ela passou um tempo considerável pensando na ideia enquanto Lowey esperava. Seus assessores políticos lhe disseram que a eleição seria difícil e alguns achavam que ela iria perder. Hillary então esperou que o processo de impeachment de Bill Clinton fosse concluído, o que resultou em sua absolvição em 12 de fevereiro de 1999.

## Início da campanha de Hillary

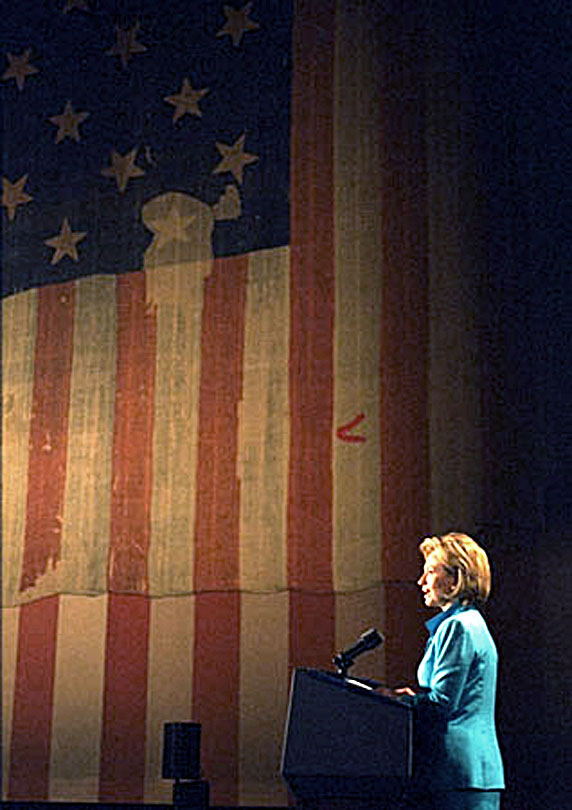
Hillary durante um discurso em 2000.

Em 16 de fevereiro de 1999, o escritório da primeira-dama anunciou que ela estava considerando concorrer ao Senado.  Uma vez que ficou claro que Hillary estava se preparando para concorrer, Lowey se afastou, embora ela iria se decepcionar com a oportunidade perdida. Em 7 de julho de 1999, Hillary anunciou formalmente um comitê exploratório; o cenário do anúncio era a fazenda de Moynihan em Pindars Corners, na zona rural do Condado de Delaware. Bill Clinton estava menos entusiasmado com a candidatura da esposa. A realização do evento foi planejado por Mandy Grunwald, consultora política dos Clinton. Após anunciar sua entrada na disputa, a primeira-dama iniciou uma "excursão de escuta" em todas as partes de Nova Iorque. Ela planejava visitar todos os 62 condados para falar com pequenos grupos de nova-iorquinos. Durante a eleição, ela passou um tempo considerável fazendo campanha em regiões do norte do estado tradicionalmente republicanas. Hillary enfrentou acusações de ser uma aventureira política, já que nunca havia residido no estado de Nova Iorque nem participado diretamente da política estadual antes de sua eleição para o Senado.
Enquanto isso, em setembro de 1999, os Clinton compraram uma casa de US$ 1,7 milhão em Chappaqua, localizada ao norte da Cidade de Nova Iorque. Em novembro de 1999, Hillary anunciou que iria pôr de lado a maioria de seus deveres oficiais como primeira-dama para passar a residir em Nova Iorque e prosseguir com a sua campanha. Sua mudança ocorreu em janeiro de 2000, e a casa foi mobiliada com muitos objetos que o casal tinha de seus dias no Arkansas. Esta foi a primeira vez desde 1914, quando a primeira esposa de Woodrow Wilson morreu, que um presidente viveu na Casa Branca sem um cônjuge.
Os primeiros estágios da campanha de Hillary não ocorreram sem erros, e, como mais tarde ela escreveu, "Erros na política de Nova Iorque não são facilmente ignorados." Em um ato muito divulgado, Hillary vestiu um boné de beisebol do New York Yankees em um evento em junho de 1999, apesar de ter sido uma torcedora de longa data do Chicago Cubs. Este ato gerou muitas críticas, e Thomas Kuiper viria a escrever um livro anti-Clinton intitulado: Eu sempre fui um fã dos Yankees: Hillary Clinton em suas próprias palavras. Em sua autobiografia de 2003, ela escreveu que colocar o boné tinha sido uma "má jogada", mas reiterou o que havia sido reportado pela imprensa na época de que era uma fã de Mickey Mantle, jogador dos Yankees durante as décadas de 1950 e 1960; em seu livro também foi publicado uma fotografia dela com um boné dos Yankees em 1992.
Em 11 de novembro de 1999, em um evento na Cisjordânia, a primeira-dama foi fotografada beijando a bochecha de Suha Arafat, esposa do presidente da Palestina Yasser Arafat, após Suha ter proferido um discurso no qual afirmou que Israel tinha envenenado deliberadamente palestinos através da degradação ambiental e da utilização de "gás venenoso". Alguns defensores israelenses disseram que ela nunca deveria ter beijado a esposa do líder palestino, especialmente após tais comentários inflamatórios. No dia seguinte, Hillary divulgou uma declaração pedindo a israelenses e palestinos que se abstenham de "fazer acusações inflamatórias". Ela também afirmou que o negociador palestino Saeb Erekat tinha dito a ela que Suha estava se referindo a "gás lacrimogêneo" e não "gás venenoso". O beijo tornou-se um tema de campanha, especialmente entre os eleitores judeus. Hillary alegou que, como uma formalidade semelhante a um aperto de mão, se ela não o fizesse teria causado um incidente diplomático. Hillary mais tarde escreveu que a tradução ao vivo do árabe para o inglês não conseguiu transmitir a natureza exata das observações de Suha: "Se eu estivesse consciente de suas palavras de ódio, eu teria as denunciado no local."
Surpreendentemente, Hillary enfrentou uma erosão de apoio entre as eleitoras durante sua campanha, com suas intenções de voto em declínio ao longo de 1999. Isso foi em parte um padrão típico observado com mulheres candidatas, que recebiam um surto inicial de apoio feminino, mas que, em seguida, desaparecia; no caso de Hillary, isso também ocorreu em parte devido aos seus tropeços iniciais. Mas também refletiu o conjunto particular de uma mistura de sentimentos que as mulheres tiveram com o seu casamento e sua ambição pelo poder. O problema era especialmente agudo entre alguns dados demográficos do sexo feminino.
A campanha de Hillary visitou com uma van todos os condados, o que ajudou a neutralizar a ideia de que era uma aventureira política, e muitos moradores de Nova Iorque diziam que ela "parece um de nós." Ela discutiu questões locais, como o apoio aos preços da indústria leiteira, tarifas das viagens aéreas, os níveis de matrículas nas faculdades e a fuga de cérebros em partes do estado. Suas posições políticas foram bem adaptadas aos diferentes condados do estado. Em janeiro de 2000, participou do programa Late Show with David Letterman, e estabeleceu um relacionamento com o apresentador David Letterman que continuaria ao longo de seus anos como senadora e em sua campanha presidencial de 2008. Em fevereiro de 2000, anunciou oficialmente sua candidatura em Purchase, e adotou o nome "Hillary" para seu material de campanha. Desconfiada pela imprensa desde a campanha presidencial de Bill em 1992 e de seus primeiros dias como primeira-dama, ela impôs limites de acordo com sua disponibilidade para que a imprensa pudesse segui-la de sua van

## Início da campanha de Giuliani

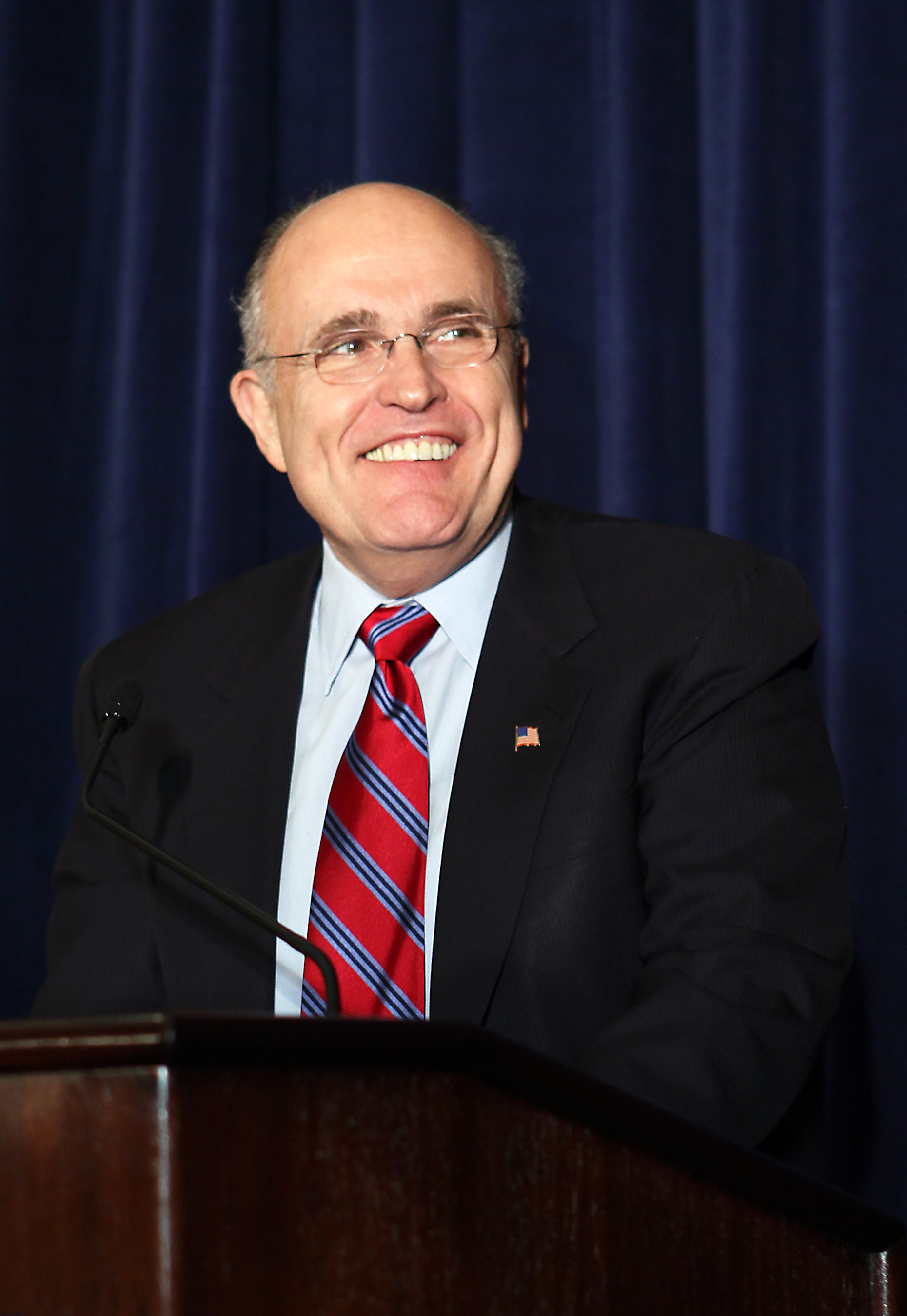
Rudy Giuliani, ex-prefeito de Nova Iorque, em novembro de 2009.

Uma pesquisa do Instituto Marista divulgada em janeiro de 1999 indicou Giuliani com 10% de vantagem sobre Hillary. Em janeiro de 2000, a pesquisa do Marista revelou que a vantagem havia caído para 9%. As táticas do prefeito envolvia atrair a campanha de Hillary intencionalmente com exageros deliberados, mantê-los fora de equilíbrio e para trás no ciclo de respostas. Giuliani enfatizou sua representação da primeira-dama como uma aventureira. Ele fez uma visita de um dia a Little Rock, onde anunciou que iria hastear a bandeira do Arkansas na prefeitura de Nova Iorque. Quando Hillary visitou Nova Iorque, ele declarou: “Espero que ela conheça o caminho. Espero que ela não se perca em uma das ruas laterais.” A campanha republicana preparou um dossiê de 315 páginas sobre a democrata, que incluía o período da primeira-dama na Wellesley College; e que também incluía onze páginas do que denominaram de "Ações e Comentários Estúpidos". Giuliani não tinha problemas em arrecadar dinheiro, e obteve 40% de seus recursos de doações de fora do estado.
A campanha de Giuliani demostrou algumas fragilidades estruturais. Ele era muito identificado com a cidade de Nova Iorque, mas tinha um apelo limitado entre os republicanos do restante do estado. O escândalo do lixo de Farmersville foi um indicativo de seus baixos índices de apoio fora da cidade de Nova Iorque. Giuliani havia comentado durante uma conferência de imprensa que qualquer cidade que quisesse recusar o lixo da cidade de Nova Iorque estava livre para fazê-lo. Farmersville, ansiosa para terminar um contrato que eles acreditavam que prejudicava a cidade, aceitou a oferta do prefeito, que então alegou que nunca havia feito esta declaração e ameaçou processar a cidade.
No final de dezembro de 1999, Hillary havia acostumado-se com a guerra psicológica de Giuliani. Em um ataque do republicano, ela respondeu: "Eu não posso responder cada vez que o prefeito fica com raiva. Porque isso é tudo o que eu faria." Em 11 de março de 2000, os dois se encontraram cara-a-cara pela primeira vez desde que a campanha começou no New York Inner Circle, um jantar anual da imprensa em que os políticos e a imprensa fazem piadas, tiram sarro de si mesmos e de seus adversários, e o dinheiro arrecadado é doado para a caridade. Neste jantar, foi apresentado um vídeo em que Giuliani estava vestido com roupas femininas e recebeu uma cantada do empresário bilionário Donald Trump. Já Hillary fez piadas com o Yankees e a infidelidade de seu marido.
O tiro fatal do Departamento de Polícia de Nova Iorque contra Patrick Dorismond, um afrodescendente, em 15 de março de 2000, inflamou as relações já tensas de Giuliani com as comunidades minoritárias da cidade, e Hillary tornou este um importante tema de campanha. Até abril, pesquisas mostraram que ela estava ganhando no norte do estado e tinha no total estadual 46% contra 43% de Giuliani, que afirmou que seus deveres como prefeito o impediam de fazer mais campanha. Ele deu mais prioridade aos deveres na prefeitura da cidade do que suas atividades de campanha. Alguns assessores de Giuliani e figuras republicanas nacionais concluíram que o seu interesse na campanha foi a sinalização de que, embora ele estava desejoso em vencer um combate político contra Hillary, ele era por natureza uma personalidade executiva e a perspectiva de atuar como um de uma centena de legisladores era desagradável.
Nesta altura, Hillary estava liderando a disputa com uma diferença entre 8% a 10%. Em retrospecto, o jornal The New York Times escreveu que a disputa até aquele momento havia sido constituída de "um ano empolado de métodos eticamente duvidosos, ataques penetrantes, contraste em personalidades e posições, e erros, jogado por duas grandes figuras políticas em uma atmosfera super aquecida."

## As quatro semanas tumultuadas
O casamento de Giuliani e sua esposa, a jornalista e atriz Donna Hanover, tinha sido distante desde 1996, e os dois raramente foram vistos juntos em público. Não houve nenhum anúncio formal de qualquer mudança em seu relacionamento, embora Hanover tinha indicado que ela e seus filhos não iriam se mudar para Washington caso seu esposo vencesse a eleição. A partir de outubro de 1999, uma nova mulher estava sendo vista com o prefeito. Em março de 2000, Giuliani tinha parado de usar o seu anel de casamento e ele estava sendo visto cada vez mais na companhia de uma outra mulher, incluindo no jantar da imprensa Inner Circle, no desfile de Dia de São Patrício, e em reuniões da câmara municipal, mas ainda não estava totalmente claro se o relacionamento era pessoal ou profissional. Enquanto esta mulher tinha se tornado um assunto frequente nas conversa do círculo político de Nova Iorque, ela não tinha sido mencionada na imprensa.
Em 20 de abril, Hanover anunciou que em breve iria assumir o papel de liderança da controversa peça de teatro Os Monólogos da Vagina, escrita por Eve Ensler. Observadores políticos especularam que Hanover estava parcialmente engajando-se em um ato político contra seu marido, uma vez que Ensler era amiga e apoiante de Hillary e o papel não era bem visto pelos conservadores sociais do Partido Republicano. Giuliani se recusou a dizer se ele iria comparecer a uma das apresentações. Em 22 de abril, o New York Post obteve fotografias de Giuliani passeando publicamente em uma rua de Manhattan com a "outra mulher" depois que eles saíram de um restaurante; estava claro de que o relacionamento era de cunho pessoal.
Em 26 de abril, o canal de televisão NY1 informou que Giuliani tinha sido submetido no Mount Sinai Medical Center a uma segunda rodada de exames para saber se ele tinha câncer de próstata; a mesma doença que causou a morte de seu pai. Em 28 de abril, Giuliani concedeu uma entrevista coletiva para anunciar que tinha de fato câncer de próstata, mas que estava em um estágio inicial. Ele não tinha certeza de qual dos vários tipos de tratamento poderia receber, e que a decisão teria impacto se ele poderia ou não ficar na disputa para o senado. Hanover não estava presente na coletiva, mas emitiu uma nota dizendo que ela iria apoiar o marido em seu processo de decisão.
Enquanto Giuliani refletia sobre suas opções médicas, Hanover anunciou em 1º de maio que estava adiando sua aparição em Os Monólogos da Vagina devido a "circunstâncias pessoais familiares." Em 2 de maio, o New York Daily News publicou um breve artigo sobre a outra mulher de Giuliani, não citando seu nome ou descrição. Em 3 de maio, o New York Post finalmente publicou as suas fotografias de Giuliani e a mulher, agora identificada como Judith Nathan. (Alguns observadores sentiram que Giuliani, conhecido por sua habilidade de manipular a mídia nova-iorquina, estava ansioso para que as notícias da relação fossem publicadas.) Mais tarde naquele dia, Giuliani respondeu a perguntas sobre o assunto em uma entrevista coletiva, reconheceu publicamente Judith Nathan pela primeira vez, a chamou de "uma amiga muito boa" e expressou seu aborrecimento de que sua privacidade estava sendo invadida. Nos próximos dias, a mídia nova-iorquina revelou o passado de Nathan e sua relação com o republicano. Em 6 de maio, Hanover concedeu uma incomum coletiva de imprensa na parte traseira da Catedral de São Patrício antes do funeral do cardeal John O'Connor; visivelmente trêmula, ela disse: "Eu vou ser solidária com Rudy em sua luta contra a doença, como este casamento e este homem tem sido muito preciosos para mim." No dia seguinte, metade da imprensa tentou demarcar locais conhecidos de Nathan enquanto a outra metade importunava seus parentes em Hazleton, Pensilvânia, sua cidade natal; Giuliani pareceu fraco em uma aparição pública.
Em 10 de maio, Giuliani concedeu uma entrevista em Bryant Park para anunciar que ele estava se separando de Hanover. O The New York Times descreveu esta entrevista como "extraordinária e emocional". Em relação a Judith Nathan, Giuliani declarou que "Eu vou precisar mais dela agora do que talvez eu precisava antes". Quanto à disputa ao senado, ele novamente não se comprometeu com uma decisão: "Eu realmente não me importo com política agora. Estou pensando em minha família, as pessoas que eu amo e o que pode ser feito de honesto e verdadeiro para lhes proteger melhor. Eu não estou pensando sobre política. Política vem, pelo menos, em segundo lugar, talvez em terceiro lugar, talvez em quarto lugar, em outro lugar. Tudo politicamente vai se resolver de alguma forma." Giuliani tinha, no entanto, esquecido de informar Hanover antes de seu anúncio; a reação dela foi descrita como perturbadora. Três horas mais tarde, ela declarou na Gracie Mansion que "O rumo dos acontecimentos de hoje me trazem grande tristeza. Eu tinha a esperança de manter este casamento. Durante vários anos, era difícil participar da vida pública de Rudy por causa de seu relacionamento com um membro da equipe." Neste caso, ela estava fazendo referência a Cristyne Lategano, ex-diretora de comunicações de Giuliani; A Vanity Fair relatou em 1997 que Lategano e Giuliani estavam tendo um caso, o que ambos haviam negado. Hanover também afirmou: "Começando em maio passado, eu fiz um grande esforço para nos trazer de volta juntos. Rudy e eu restabelecemos algumas de nossas intimidades pessoais através da queda. Nesse ponto, ele escolheu outro caminho."
Líderes republicanos estaduais, que até aquele momento tinham evitado falar em substituições de Giuliani se ele não concorresse, passaram a dar mais atenção ao assunto, uma vez que a convenção do partido ocorreria em 30 de maio. Os ex-candidatos Rick Lazio e Pete King imediatamente indicaram que estavam disponíveis; outros nomes mencionados incluía o financista de Wall Street Theodore J. Forstmann e o governador Pataki, embora este último não indicou nenhum interesse. Giuliani continuou a refletir sobre sua decisão em relação a disputa para o senado; quando ele jantou com Nathan em 12 de maio, foram seguidos por um bando de fotógrafos. Giuliani cancelou a campanha de angariação de fundos e viagens no norte do estado em 13 de maio, sugerindo que ele não iria mais concorrer, mas em 15 de maio retomou a captação de recursos e sugeriu que ele estava inclinado a concorrer. Dois presidentes republicanos de condados ficaram chateados com a indecisão. Hillary, por sua vez, disse o mínimo possível sobre a situação, preferindo deixar o drama de Giuliani ocorrer por conta própria; em 17 de maio, quando ele se reuniu com seus médicos para escolher a cirurgia ou radioterapia como seu tratamento, e, enquanto enfrentava conselhos políticos conflitantes de seus assessores, ela ganhou a aprovação unânime dos delegados da convenção estadual do Partido Democrata na Arena Pepsi em Albany, e fez um constrangido discurso de aceitação porque ela não sabia quem seria o seu adversário na eleição geral.
Finalmente, em 19 de maio, Giuliani concedeu mais uma entrevista coletiva que o The New York Times descreveu como "emocional" e que "atingiu um novo nível de introspecção" para anunciar que ele estava desistindo da eleição para o senado: "Este não é o momento certo para eu concorrer ao cargo. Se fosse há seis meses ou fosse daqui a um ano ou o tempo fosse um pouco diferente, talvez fosse diferente. Mas não é diferente e essa é a forma como a vida é." Também declarou que dedicaria o restante de seu mandato na prefeitura para tentar superar as relações hostis que teve com muitos dos grupos minoritários da cidade.

## Mudança do candidato republicano

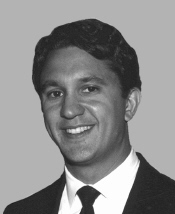
Depois de Giuliani desistir da disputa, o congressista menos conhecido Rick Lazio o substituiu.

Enquanto os candidatos republicanos Rick Lazio e Pete King manifestaram interesse em substituir Giuliani, uma parte do partido rapidamente se reuniu em torno de Lazio, que tinha mais fundos de campanha e que era visto como um candidato potencialmente forte. Particularmente, o governador Pataki — que nunca se importou muito com Giuliani — foi fortemente a favor da Lazio, e o elogiou como "fresco, desafiador desimpedido" para Hillary. A mudança dos republicanos também embaralhou as coligações eleitorais: o Partido Liberal, que previamente decidiu apoiar Giuliani (o que também fez nas três vezes em que ele concorreu a prefeito), agora decidiu apoiar Hillary, enquanto que o Partido Conservador, que tinha sido anteriormente relutante em endossar o socialmente liberal Giuliani (e estava planejando nomear o ex-congressista de Westchester Joe DioGuardi), apoiou Lazio. Lazio aceitou a aprovação unânime dos delegados da convenção estadual do Partido Republicano em um salão de hotel em Buffalo em 30 de maio.
Hillary agora enfrentaria um candidato menos conhecido. Enquanto tinha uma moderada relação entre os republicanos da Câmara, Lazio tinha frequentemente apoiado o ex-presidente da Câmara, Newt Gingrich, uma figura em grande parte desprezada por muitos nova-iorquinos. Lazio tinha um passado suburbano bastante familiar a muitos eleitores, e tinha a reputação de um "militante energético."

## Primárias
Em 12 de setembro, os partidos realizaram as primárias populares para ratificar a decisão das convenções partidárias estaduais. Lazio venceu sem oposição, enquanto Hillary recebeu 82% dos votos válidos, derrotando facilmente Mark McMahon, um desconhecido médico de Manhattan, que concorreu com a alegação de que "os Clinton tentaram sequestrar o Partido Democrata." Por sua vez, Hillary afirmou que "surpreendeu, de uma forma [ver o seu nome em uma cédula eleitoral]. Eu fiquei lá por um minuto, olhando para o meu nome."
| Resultados das primárias do Partido Democrata | Resultados das primárias do Partido Democrata | Resultados das primárias do Partido Democrata | Resultados das primárias do Partido Democrata |      |
| Candidato                                     | Votos                                         | %                                             | %                                             |      |
| --------------------------------------------- | --------------------------------------------- | --------------------------------------------- | --------------------------------------------- | ---- |
| Hillary Clinton                               | 565.353                                       | 81,97%                                        |                                               |      |
| Mark McMahon                                  | 124.315                                       | 18,03%                                        |                                               |      |
| Total                                         | Total                                         | 689.668                                       | 100%                                          | 100% |

| Resultados das primárias do Partido Independência | Resultados das primárias do Partido Independência | Resultados das primárias do Partido Independência | Resultados das primárias do Partido Independência |      |
| Candidato                                         | Votos                                             | %                                                 | %                                                 |      |
| ------------------------------------------------- | ------------------------------------------------- | ------------------------------------------------- | ------------------------------------------------- | ---- |
| Jeffrey E. Graham                                 | 3.100                                             | 65,78%                                            |                                                   |      |
| Jeff Beller                                       | 1.613                                             | 34,22%                                            |                                                   |      |
| Total                                             | Total                                             | 4.713                                             | 100%                                              | 100% |

| Resultados das primárias do Partido Direito à vida | Resultados das primárias do Partido Direito à vida | Resultados das primárias do Partido Direito à vida | Resultados das primárias do Partido Direito à vida |      |
| Candidato                                          | Votos                                              | %                                                  | %                                                  |      |
| -------------------------------------------------- | -------------------------------------------------- | -------------------------------------------------- | -------------------------------------------------- | ---- |
| John O. Adefope                                    | 830                                                | 50,92%                                             |                                                    |      |
| Louis Wein                                         | 800                                                | 49,08%                                             |                                                    |      |
| Total                                              | Total                                              | 1.630                                              | 100%                                               | 100% |

| Resultados das primárias do Partido Verde | Resultados das primárias do Partido Verde | Resultados das primárias do Partido Verde | Resultados das primárias do Partido Verde |      |
| Candidato                                 | Votos                                     | %                                         | %                                         |      |
| ----------------------------------------- | ----------------------------------------- | ----------------------------------------- | ----------------------------------------- | ---- |
| Mark J. Dunau                             | 454                                       | 38,35%                                    |                                           |      |
| Al Lewis                                  | 377                                       | 31,84%                                    |                                           |      |
| Ronnie Dugger                             | 353                                       | 29,81%                                    |                                           |      |
| Total                                     | Total                                     | 1.184                                     | 100%                                      | 100% |

## Campanha da eleição geral
A eleição atraiu uma considerável atenção nacional e ambos os candidatos foram bem financiados. Até o final da disputa, os candidatos gastaram juntos entre US$ 70 a US$ 90 milhões, sendo esta uma das eleições para o Senado mais caras da história dos Estados Unidos. Lazio gastou quase US$ 40 milhões, enquanto Hillary gastou US$ 29 milhões. A campanha de Hillary recebeu de organizações democratas vários milhões de dólares que não estavam sujeitos a regulamentações federais, o que é conhecido no país como soft money. Entre os grupos de oposição a candidata, o Comitê de Emergência para Parar Hillary Rodham Clinton, um grupo de direita, gastou milhares de dólares enviando e-mails negativos contra ela.
Hillary garantiu uma ampla base de apoio, incluindo o apoio formal de grupos de conservação (como a Sierra Club) e sindicatos trabalhistas, mas, notavelmente, os sindicatos da polícia e o dos bombeiros da cidade de Nova Iorque apoiaram Lazio. Uma vez que a democrata tinha uma base sólida de apoio na cidade de Nova Iorque, candidatos e observadores esperavam que a disputa seria decidida no interior de Nova Iorque, onde 45% dos eleitores do estado viviam. Durante a campanha, Hillary prometeu melhorar o quadro econômico do interior do estado, prometendo que seu plano iria criar duzentos mil empregos ao longo de seis anos. Seu plano incluía a concessão de créditos fiscais específicos com o objetivo de criar empregos e encorajar investimentos empresariais, em especial no setor da alta tecnologia. Ela também propôs cortes de impostos pessoais nas mensalidades das faculdades e em cuidados médicos de longa duração.
Os opositores de Hillary continuaram enfatizando a acusação de que ela era uma aventureira política, e tornaram esta questão um ponto importante durante toda a eleição e os debates. Os programas de rádio também falaram bastante sobre este assunto; o apresentador nova-iorquino Sean Hannity repetia diariamente "nomeie-me três coisas que Hillary Clinton já fez para o povo de Nova Iorque!". Os partidários da democrata destacaram que o estado foi receptivo com os líderes nacionais, tais como Robert F. Kennedy, que foi eleito para o Senado em 1964, apesar das acusações semelhantes.
Durante a campanha, o conselheiro independente Robert Ray apresentou seus relatórios finais sobre Whitewater, Travelgate, e Filegate, ambas longas investigações da Casa Branca e que incluíam investigações de ações da primeira-dama. Os relatórios não culparam Hillary nestes casos, e disseram que não havia provas suficientes sobre seu papel em Whitewater, e também que ela tinha feito declarações falsas sobre as demissões relacionadas ao caso Travelgate, mas não havia provas suficientes para processá-la. Embora um editorial do The New York Times afirmou que a liberação dos relatórios parecia possivelmente cronometrado para coincidir com a eleição do Senado, na prática, os resultados destes relatórios não foram vistos como propensos a influenciar as opiniões de muitos eleitores.
Um debate entre os dois principais candidatos em 13 de setembro revelou-se importante. Lazio estava em pé de guerra contra o chamado soft money e as quantidades do mesmo vindos do Comitê Nacional Democrata para a campanha de Hillary, e a desafiou a concordar em proibir o soft money em ambas as campanhas. Ele saiu de seu púlpito e dirigiu-se ao de Hillary, onde pediu para que ela assinasse um documento denominado de "Pacto para livrar Nova Iorque do soft money"; ela apenas o cumprimentou com um aperto de mãos, e muitos espectadores do debate acharam que ele tinha invadido seu espaço pessoal, e, como resultado, o apoio a Hillary entre o eleitorado feminino se solidificou.
No final da campanha, após o Atentado ao USS Cole, Lazio criticou Hillary por aceitar doações de campanha de vários grupos árabes. Esta questão fez com que Ed Koch, ex-prefeito da cidade de Nova Iorque, aparecesse em anúncios de televisão dizendo "Rick, pare já com a pouca vergonha."

## Resultados

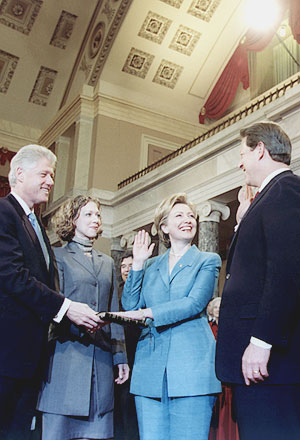
Após ter vencido a eleição, Hillary Rodham Clinton foi empossada senadora por Nova Iorque em 3 de janeiro de 2001.

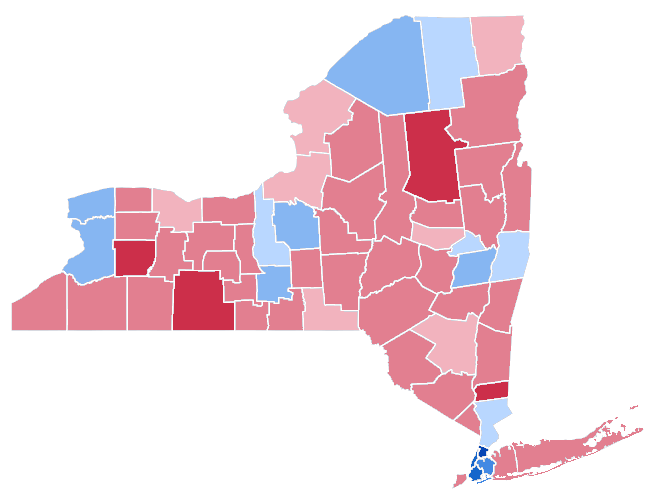
Resultados por condados.
Clinton—80-90%
Clinton—70-80%
Clinton—60-70%
Clinton—50-60%
Clinton—<50%
Lazio—<50%
Lazio—50-60%
Lazio—60-70%

| Eleição para o Senado federal por Nova Iorque em 2000 | Eleição para o Senado federal por Nova Iorque em 2000 | Eleição para o Senado federal por Nova Iorque em 2000 | Eleição para o Senado federal por Nova Iorque em 2000 | Eleição para o Senado federal por Nova Iorque em 2000 |
| Partido                                               | Candidato                                             | Votos                                                 | %                                                     | %                                                     |
| ----------------------------------------------------- | ----------------------------------------------------- | ----------------------------------------------------- | ----------------------------------------------------- | ----------------------------------------------------- |
| Democrata                                             | Hillary Clinton                                       | 3 747 310                                             | 55,27%                                                |                                                       |
| Republicano                                           | Rick Lazio                                            | 2 915 730                                             | 43,01%                                                |                                                       |
| Independência                                         | Jeffrey Graham                                        | 43 181                                                | 0,64%                                                 |                                                       |
| Verde                                                 | Mark Dunau                                            | 40 991                                                | 0,60%                                                 |                                                       |
| Direito à vida                                        | John Adefope                                          | 21 439                                                | 0,32%                                                 |                                                       |
| Libertário                                            | John Clifton                                          | 4 734                                                 | 0,07%                                                 |                                                       |
| Constituição                                          | Louis Wein                                            | 3 414                                                 | 0,05%                                                 |                                                       |
| Socialista                                            | Jacob Perasso                                         | 3 040                                                 | 0,04%                                                 |                                                       |
| Ordem                                                 | Ordem                                                 | Votos                                                 | %                                                     | %                                                     |
| Votos válidos                                         | Votos válidos                                         | 6 779 839                                             | 97,42%                                                |                                                       |
| Votos em branco ou nulos                              | Votos em branco ou nulos                              | 179 823                                               | 2,58%                                                 |                                                       |
| Total                                                 | Total                                                 | 6 959 662                                             | 100%                                                  | 100%                                                  |

### Análises
Hillary venceu a eleição em 7 de novembro com 55% dos votos válidos, contra 43% de Lazio, uma diferença maior do que a maioria dos observadores esperava. Hillary venceu na tradicionalmente democrata cidade de Nova Iorque por largas margens, e recebeu a maioria dos votos no suburbano Condado de Westchester, mas perdeu na maior parte da densamente povoada Long Island, parte da qual Lazio representou na Câmara dos Representantes. Ela obteve vitórias surpreendentes em condados localizados ao norte do estado, como Cayuga, Rensselaer e Niagara.
Em comparação com os outros resultados recentes, a margem de vitória de Hillary foi menor do que os 25% de diferença entre Al Gore (60,2%) e George W. Bush (35,2%) na disputa presidencial do estado e foi ligeiramente maior do que a margem de diferença de 10% na disputa pelo senado em 1998 entre o democrata Charles Schumer (54,6%) e o republicano Al D'Amato (44,1%). A candidatura de Lazio foi prejudicada pelo fraco desempenho de Bush na eleição presidencial em Nova Iorque, mas também ficou claro que Hillary tinha feito incursões substanciais antes da entrada de Lazio na disputa.
As pesquisas de boca de urna mostraram que Hillary obteve o apoio de 60% do eleitorado feminino (contra 39% de Lazio), e também que ela teve um resultado melhor do que o esperado entre mulheres moderadas e não filiadas a nenhum partido. Ela também venceu entre os eleitores negros, hispânicos, judeus e aqueles que identificavam-se como membros de sindicatos, liberais e moderados. Na época, cerca de dois terços dos eleitores nova-iorquinos aprovavam o trabalho que o presidente Clinton vinha fazendo, o que pareceu ter favorecido Hillary, uma vez que 75% destes eleitores votaram nela.

## Acontecimentos pós-eleição

### Perdões presidenciais
Em janeiro de 2001, dois meses depois da eleição de Hillary ao Senado, o presidente Clinton perdoou quatro moradores do enclave chassídico de New Square, localizada no Condado de Rockland, que haviam sido condenados por fraudar o governo federal em US$ 30 milhões ao estabelecerem uma escola religiosa fictícia. New Square tinha votado quase que por unanimidade em Hillary Clinton para o Senado. Um advogado afirmou que, mesmo que ela tivesse prometido pressionar o seu marido para perdoar algumas pessoas em troca de votos do local — uma acusação de que não havia provas — seria difícil comprovar que um crime ocorreu: "Os políticos fazem promessas o tempo todo. Isso não é nada novo — ou ilegal." Hillary reconheceu, em uma reunião pós-eleitoral, que discutiu uma possível clemência para os quatro, mas disse que ela não tinha desempenhado qualquer papel na decisão de seu marido.
Uma investigação federal foi aberta para investigar os vários perdões concedidos por Clinton em seus últimos dias na presidência. Em junho de 2002, a investigação sobre os perdões aos moradores de New Square foi encerrada, resultando em nenhum processo ou acusação contra Bill Clinton, Hillary e nenhum morador do local.

### Doações de campanha

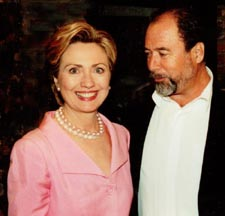
Hillary Clinton com seu maior contribuinte em 2000, Peter Paul, no evento Hollywood Gala Salute to President William Jefferson Clinton.

Em 7 de janeiro de 2005, o ex-diretor financeiro da campanha de Hillary, David Rosen, foi indiciado sob a acusação de ter apresentado falsos relatórios financeiros de campanha para a Comissão Eleitoral Federal. Segundo a acusação, Rosen apresentou dados falsos relacionados ao Hollywood Gala Salute to President William Jefferson Clinton, um evento em homenagem ao então presidente Bill Clinton e também de angariação de fundos para a campanha da primeira-dama ao Senado. O evento havia sido produzido por Peter F. Paul, um condenado por tráfico de drogas que foi extraditado do Brasil, que afirmou ter gasto US$ 1,2 milhão para produzir o evento, realizado em 12 de agosto de 2000. A acusação do Departamento de Justiça contra Rosen afirmou que ele informou falsamente para a Comissão Eleitoral Federal que o evento havia arrecadado US$ 400 mil. Em 27 de maio de 2005, o júri absolveu Rosen de todas as acusações. Em 5 de janeiro de 2006, foi relatado que o grupo da campanha de Hillary concordou em pagar uma multa de US$ 35 mil relacionada a despesas não informadas.
Peter Paul também entrou com uma ação civil em uma Corte Superior da Califórnia. Em 10 de abril de 2006, o juiz encarregado do caso removeu Hillary como uma réu, alegando falta de provas. No entanto, ela ainda pode ser chamada a depor como testemunha no caso. A remoção foi confirmada pelo Segundo Tribunal Distrital de Apelações da Califórnia em 16 de outubro de 2007.
Durante a campanha presidencial de Hillary em 2008, um vídeo de treze minutos de duração em que Paul descreveu suas várias alegações contra a candidata tornou-se bastante popular na internet, ganhando 1,4 milhão de acessos no Google Video e cerca de 350 mil no YouTube em uma única semana de outubro de 2007.

## Legado

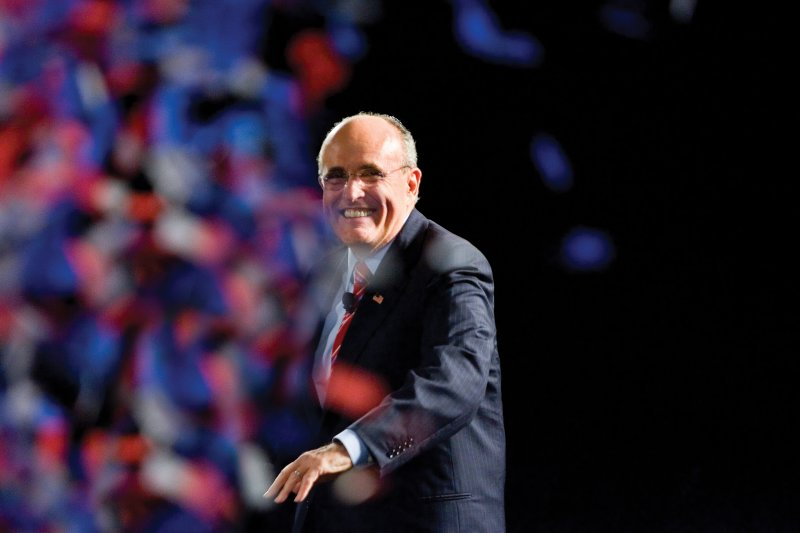
Rudy Giuliani durante um evento de campanha da eleição presidencial de 2008.

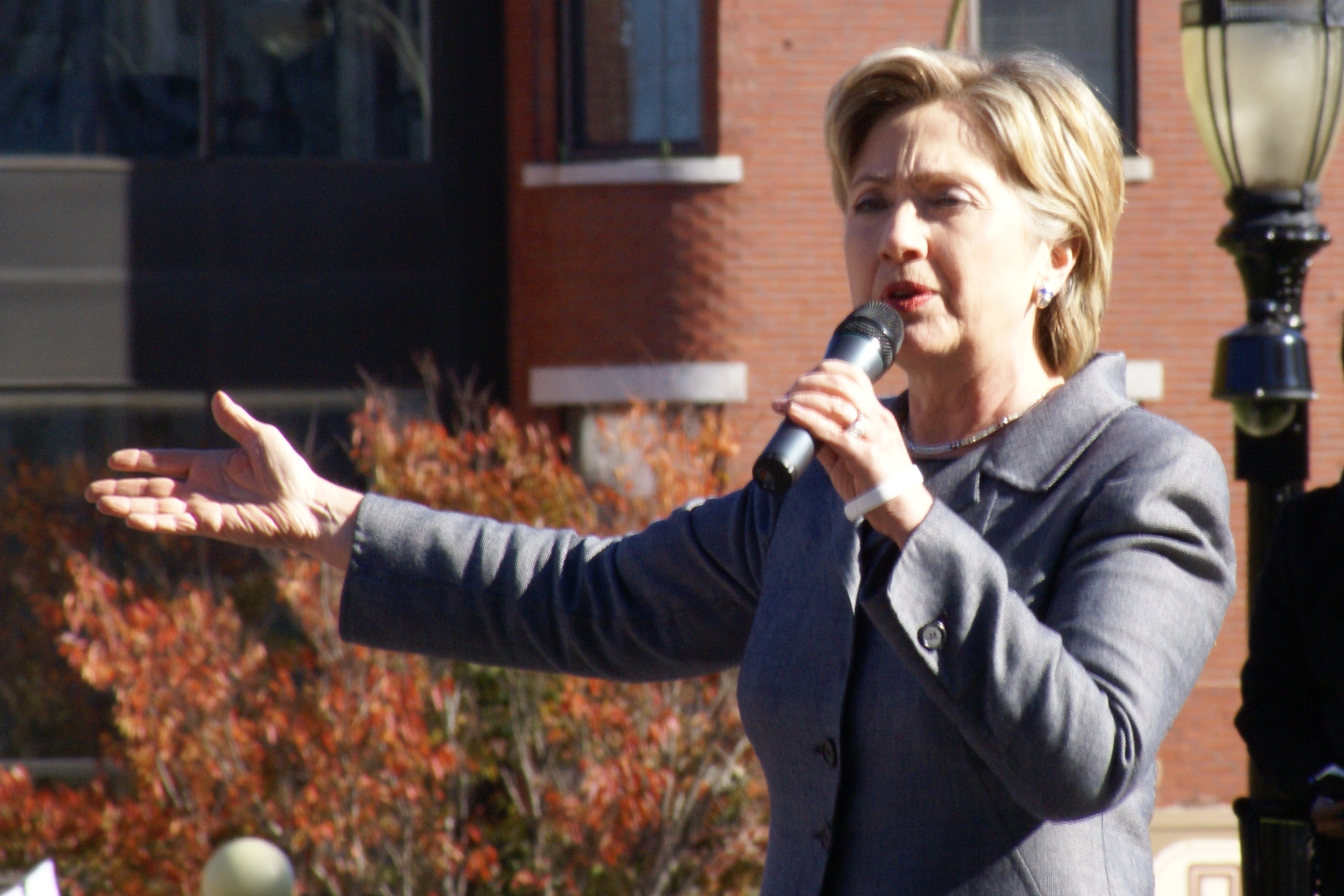
Hillary discursando em novembro de 2007, durante sua campanha presidencial.

A vitória de Hillary a estabeleceu como uma candidata eficaz e com uma força eleitoral própria, capaz de captar votos de republicanos e independentes e superar sua imagem polarizada. Ela foi facilmente reeleita em 2006, e em 2007 anunciou sua candidatura à presidência. Lazio desistiu de sua vaga na Câmara dos Representantes ao concorrer para o Senado. Depois de sua derrota, que estabeleceu um recorde de gastos para um candidato derrotado ao Senado, voltou a trabalhar no meio corporativo e evitou a política eleitoral até se candidatar a governador do Estado em 2010, quando foi derrotado por uma larga margem na primária republicana.
Giuliani foi submetido a um tratamento para seu câncer e, eventualmente, recuperou-se; ele também se divorciou de Donna Hanover e se casou com Judith Nathan em 2003. Depois de sua desistência da disputa, seu futuro político ficou incerto. Menos de um ano após a eleição geral do Senado, ocorreram os ataques de 11 de setembro de 2001 enquanto Giuliani ainda era prefeito. O desempenho do prefeito na recuperação da cidade lhe rendeu muitos elogios e ressuscitou suas perspectivas políticas. Em 2007, após uma temporada de sucesso no setor privado, ele também começou sua campanha presidencial para a eleição do ano seguinte.
Ao longo da maior parte do ano de 2007, Hillary e Giuliani lideraram as pesquisas nacionais para as indicações de seus respectivos partidos, o que levou a mídia a comparar que a eleição presidencial de 2008 poderia ser uma "eleição que não ocorreu" em 2000. No entanto, Giuliani desistiu da disputa em janeiro de 2008 e Hillary em junho de 2008, quando ficou em segundo lugar após uma primária disputada contra o senador Barack Obama, que viria a ser eleito presidente.
Em dezembro de 2008, quando Hillary foi nomeada Secretária de Estado dos Estados Unidos pelo presidente eleito Obama, e após ser considerada uma das favoritas para substitui-la no Senado, a congressista Lowey teria outra chance de se tornar senadora. No entanto, Lowey desistiu de uma possível indicação para continuar sendo uma das mais poderosas integrantes do Comitê de Apropriações da Câmara dos Representantes. Quando Caroline Kennedy anunciou seu interesse em ser nomeada para a vaga vacante, foram feitas comparações com o que aconteceu com Hillary em 2000; ambas eram figuras públicas famosas que tinham interesse em ocupar um cargo eletivo pela primeira vez. O esforço de Kennedy não foi satisfatório, em parte devido a não ter o mesmo desejo ou vontade de trabalhar para conseguir a vaga, assim como Hillary tinha feito em 2000, e ela logo desistiu abruptamente da indicação. Kirsten Gillibrand acabou sendo indicada ao Senado pelo governador David Paterson e foi reeleita em 2010. Em novembro de 2009, Giuliani estava considerando seriamente concorrer na eleição especial para o Senado em 2010, mas no mês seguinte anunciou que não estava concorrendo para nenhum cargo em 2010, possivelmente sinalizando um fim de sua carreira política.